# Неаполь (аэропорт)

Международный аэропорт Неаполя (Аэропорт Каподикино; итал. (Aeroporto Internazionale di Napoli - Capodichino), (ИАТА: NAP, ИКАО: LIRN) — коммерческий аэропорт Неаполя, расположенный в городском районе Каподикино.
Аэропорт эксплуатирует два пассажирских терминала, второй из которых находится на достаточном удалении от основного аэропортового комплекса и используется только для чартерных перевозок. Международный аэропорт Неаполя управляется с марта 2003 года компанией GE.SAC, являющейся дочерним предприятием британской корпорации BAA Limited, лицензия на управление аэропортом выдана до 2043 года включительно. Управляющая компания несёт полную ответственность за деятельность аэропорта, координирует его коммерческую деятельность и контролирует работу всех частных авиакомпаний, присутствующих в аэропорту.
Международный аэропорт Неаполя является аэропортом совместного базирования с военно-воздушной базой 5 итальянских ВВС и осуществляет помимо основной поддержки базирования обслуживание, ремонт и капитальный ремонт техники ООН и Военно-воздушных сил США.

## История
Аэропорт ведёт свою историю с 1910 года с аэродромной площадки района Каподикино, проводившего в указанное время всемирно известную неапольскую выставку. Во время Первой мировой войны аэродром превращается в военную базу для защиты города от австро-венгерских и немецких воздушных ударов.
Основное коммерческое использование Международного аэропорта Неаполя началось только в 1950 году. В 1980-м для управления аэропортовым комплексом была образована компания GE.SAC (итал. Gestione Servizi Aeroporto Capodichino), в 1982 году переименованная в Gestione Servizi Aeroporti Campani и в дальнейшем принимающая участие в городском самоуправлении провинции Неаполь и входящая в совет национальной авиакомпании Alitalia.
В 1995 году компания GE.SAC при помощи британской корпорации BAA предложила план развития аэропорта на последующие двадцать один год, который был утверждён советом представителей и органами городского самоуправления Неаполя. Спустя два года компания была приватизирована — 70 % GE.SAC были куплены корпорацией BAA у городского управления Неаполя.

## Общие сведения
Международный аэропорт Неаполя имеет одну взлётно-посадочную полосу (ориентация 06-24, длина 2628 метров) с одной рулёжной дорожкой. При этом эксплуатируется одна стояночная зона самолётов с 29 площадками, девять из которых рассчитаны на свободное маневрирование самолётов, остальные — на маневрирование вперёд/назад при помощи тягачей. Аэропорт имеет класс ИКАО 4D, сертификацию военно-воздушных сил страны, открыт для приёма регулярных коммерческих лайнеров все 24 часа в сутки, для чартерных рейсов аэропорт закрыт с 23.00 до 06.00 часов по местному времени.

## Динамика перевозок
- 2000: 4 136 508 пассажиров (+13,0 %)
- 2001: 4 003 001 пассажиров (-3,2 %)
- 2002: 4 132 874 пассажиров (+3,2 %)
- 2003: 4 587 163 пассажиров (+11,0 %)
- 2004: 4 632 388 пассажиров (+1,0 %)
- 2005: 4 588 695 пассажиров (-0,9 %)
- 2006: 5 095 969 пассажиров (+11,1 %)
- 2007: 5 775 838 пассажиров (+13,3 %)
- 2008: 5 642 267 пассажиров (-2,3 %)
- 2009: 5 322 161 пассажиров (-5,7 %)